# Charles Stewart (schutter)
Charles Stewart (1881 - 1965) was een Brits olympisch schutter.
Op de Olympische Zomerspelen 1912 behaalde hij brons op drie onderdelen: 50 meter pistool, 30 meter pistool team en 50 meter pistool team.